# Vô hiệu bồi thẩm đoàn
Việc bồi thẩm đoàn vô hiệu hoá pháp luật (tiếng Anh: jury nullification) miêu tả một phán quyết không có tội của một bồi thẩm đoàn trong phiên tòa xét xử hình sự mặc dù bị cáo rõ ràng đã vi phạm pháp luật. Lý do có thể do bồi thẩm đoàn tin rằng bản thân luật pháp là bất công, công tố viên đã áp dụng sai luật trong trường hợp của bị cáo, hình phạt đối với hành vi vi phạm pháp luật là quá hà khắc, hoặc sự bất mãn chung đối với hệ thống công lý hình sự. Một số bồi thẩm đoàn cũng đã từ chối kết tội do định kiến của họ khiến họ nghiêng về phía bị cáo. Các phán quyết như vậy có thể xảy ra bởi vì bồi thẩm đoàn có quyền tuyệt đối và không giới hạn để đưa ra bất kỳ phán quyết nào họ chọn, mặc dù họ thường không được thông báo về quyền này trong quá trình xét xử.
Việc vô hiệu hóa không phải là một phần chính thức của thủ tục hình sự, nhưng là hệ quả theo lô-gíc của hai quy tắc chính của hệ thống công lý:
1. Bồi thẩm đoàn không thể bị trừng phạt vì đưa ra một quyết định "sai" (chẳng hạn như tha bổng cho bị cáo mặc dù tội phạm của họ đã được chứng minh ngoài mọi hoài nghi hợp lý).[6]
2. Một bị cáo được trắng án thì, ở trong nhiều khu vực pháp lý, không thể bị xét xử lần thứ hai cho cùng một tội danh.[7]

Một phán quyết của bồi thẩm đoàn trái với nguyên văn luật pháp chỉ liên quan đến vụ án được trình bày trước bồi thẩm đoàn đó. Tuy nhiên, nếu xảy ra nhiều bản án trắng vì nhiều nỗ lực lặp đi lặp lại để truy tố một hành vi phạm tội cụ thể, thì điều này có thể dẫn đến việc pháp luật bị vô hiệu hóa trên thực tế. Những trường hợp như vậy có thể cho thấy phản đối của công chúng đối với một ban hành tư pháp không nhận được ủng hộ. Cũng có thể xảy ra trường hợp bồi thẩm đoàn kết tội bị cáo ngay cả khi người ta không vi phạm luật pháp nào, tuy nhiên những bản án như vậy có thể bị lật ngược khi kháng cáo. Việc vô hiệu pháp luật cũng có thể xảy ra trong các phiên tòa dân sự, nhưng (khác với các phiên tòa hình sự) nếu bồi thẩm đoàn đưa ra một phán quyết không có tội mặc dù rõ ràng trái ngược với bằng chứng, thì thẩm phán có thể đưa ra phán quyết bất chấp bản án đó, hoặc ra lệnh xét xử theo một phiên tòa mới.

## Lịch sử

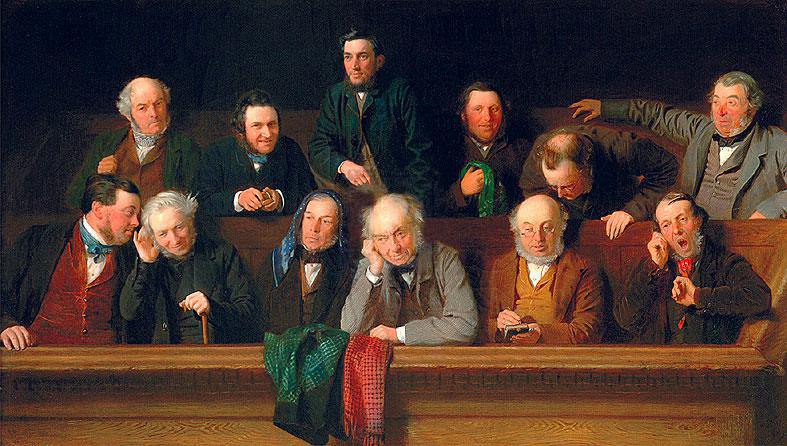
Một bồi thẩm đoàn trong thế kỷ 19

Trước đây, người ta sợ rằng một thẩm phán hoặc một hội đồng các quan chức chính phủ có thể bị ảnh hưởng quá mức để tuân theo thông lệ pháp luật đã được thiết lập, ngay cả khi thông lệ nói trên đã khác xa nguồn gốc và ý nghĩa của nó. Trong hầu hết các hệ thống pháp luật phương Tây hiện đại, các thẩm phán thường hướng dẫn bồi thẩm đoàn chỉ đóng vai trò là "người xét xử sự thật", có vai trò xác định tính xác thực của bằng chứng được đưa ra và độ quan trọng của bằng chứng đó, để áp dụng bằng chứng đó vào luật theo như thẩm phán giải thích, và để đạt đến một phán quyết; nhưng không được đặt nghi vấn đối với chính luật pháp đó. Tương tự, các bồi thẩm đoàn thường được tòa án và một số luật sư cảnh báo không được phép thông cảm cho một bên hoặc những người bị ảnh hưởng khác để tránh làm ảnh hưởng đến việc đánh giá bằng chứng một cách công bằng và không thiên vị. Những hướng dẫn này bị chỉ trích bởi những người ủng hộ vô hiệu bồi thẩm đoàn. Một số ví dụ lịch sử thường được trích dẫn về vô hiệu bồi thẩm đoàn bao gồm việc các bồi thẩm viên từ chối kết án những người bị cáo buộc là đã vi phạm Đạo luật Nô lệ Chạy trốn bằng cách hỗ trợ nô lệ bỏ trốn hoặc chính họ là nô lệ bỏ trốn, và việc bồi thẩm đoàn của thuộc địa Mỹ từ chối kết tội một bị cáo theo pháp luật Anh.
Vô hiệu bồi thẩm đoàn là nguồn gốc của nhiều cuộc tranh luận. Một số người cho rằng đây là biện pháp bảo vệ quan trọng cuối cùng chống lại những án tù oan sai và chế độ độc tài của chính phủ. Những người khác coi đó là vi phạm quyền được xét xử bằng một phiên tòa có bồi thẩm đoàn; điều này làm suy yếu luật pháp. Vài người coi đó là vi phạm lời tuyên thệ của các bồi thẩm viên. Tại Hoa Kỳ, một số người cho rằng việc yêu cầu các bồi thẩm viên phải tuyên thệ bản chất vốn là bất hợp pháp, trong khi những người khác lại xem việc lời tuyên thệ yêu cầu bồi thẩm viên phải "tuyên án" thì đã gián tiếp bắt bồi thẩm đoàn phải vô hiệu hóa những đạo luật bất công rồi: "...sẽ thực sự và chính đáng xét xử và tuyên một bản án chân thật được thực hiện giữa Hoa Kỳ và bị cáo tại vành móng ngựa, và một bản án chân thật đưa ra dựa trên bằng chứng, vì vậy Chúa hãy giúp [tôi]." United States v. Green,  556 F.2d 71 (D.C. Cir. 1977). Một số người lo sợ rằng việc vô hiệu hóa có thể bị sử dụng để cho phép bạo lực chống lại các phe phái không được ưa chuộng trong xã hội. Họ nêu lên nguy cơ một bồi thẩm đoàn có thể chọn kết tội một bị cáo đã không vi phạm nguyên văn luật pháp. Tuy nhiên, các thẩm phán có cả quyền quyết định các bản án và cả quyền bỏ qua các phán quyết có tội của bồi thẩm đoàn, có vai trò như một rào cản chống lại những bồi thẩm đoàn ác ý. Việc bồi thẩm đoàn vô hiệu pháp luật của cũng có thể xảy ra trong các vụ kiện dân sự, trong đó phán quyết thường là kết luận về ai phải chịu trách nhiệm hoặc ai đã thiếu trách nhiệm (chứ không phải là kết luận có tội hay không có tội).
Vấn đề đạo đức chính liên quan đến việc vô hiệu bồi thẩm đoàn là mâu thuẫn giữa quyền tự trị dân chủ và tính liêm khiết. Người ta lập luận rằng các công tố viên không được phép yêu cầu bồi thẩm đoàn vô hiệu hoá pháp luật để đưa ra bản án có tội, và do đó các bị cáo cũng không được phép nhận được điều đó. Tuy nhiên, để một công tố viên vô hiệu hóa pháp luật trong bối cảnh này sẽ đòi hỏi việc phủ nhận suy đoán vô tội (thông lệ "vô tội cho đến khi bị chứng minh có tội"). Vì lý do này, vô hiệu khởi tố thường được định nghĩa là từ chối truy tố.